# Cerapterocerus virens
Cerapterocerus virens är en stekelart som beskrevs av Agarwal 1963. Cerapterocerus virens ingår i släktet Cerapterocerus och familjen sköldlussteklar. Inga underarter finns listade i Catalogue of Life.